# Dubí (Herálec)
Dubí (německy Dubi) je malá vesnice, část obce Herálec v okrese Havlíčkův Brod. Nachází se asi 2,5 km na západ od Herálce. Prochází zde silnice II/348. V roce 2009 zde bylo evidováno 24 adres. V roce 2001 zde žilo 58 obyvatel.
Dubí je také název katastrálního území o rozloze 2,3 km2.